# Televisão na Rússia
A televisão é o meio mais popular na Rússia, com 74% da população assistindo canais de televisão nacionais rotineiramente e 59% assistindo regularmente canais regionais. Existem 3.300 canais de televisão no total. 3 canais têm um alcance nacional (mais de 90% de cobertura do território russo): Piervy Kanal, Russia-1 e NTV.

## História
Entre 1941 e 1945, todas as transmissões televisivas no país foram interrompidas por causa da invasão da União Soviética pela Alemanha nazista. Durante esses primeiros anos, a maioria dos programas de televisão era sobre a vida na União Soviética, atividades culturais e esportes.
Em 1960, um segundo canal nacional de televisão foi estabelecido. Esta expansão inicial da atividade abrangeu principalmente a cidade de Moscou, mas em menor grau também Leningrado, os Urais, a Sibéria e a RSS da Ucrânia. Cada república, região ou região tinha sua própria estação de televisão.
Nos anos 70 e 80, a televisão tornou-se o meio de massa proeminente. Em 1988, aproximadamente 75 milhões de residências possuíam televisores, e estima-se que 93% da população assistiu à televisão. Moscou, a base da qual a maioria das emissoras de televisão transmitiu, transmitiu cerca de 90% dos programas do país, com a ajuda de mais de 350 estações e quase 1.400 instalações de transmissão.
A atualização da televisão na União Soviética, a liberação de sua censura pelo Comitê Central, começou com a proclamação no XXVII Congresso do novo curso político do partido do novo Secretário Geral Mikhail Gorbachev em relação ao país. Presidente da Rádio e Televisão foi Alexander Aksenov.
Em 1991, o sistema estatal Gosteleradio da era soviética incluía quatro canais nacionais de televisão, 52 estações nas antigas repúblicas soviéticas e 78 estações regionais na Federação Russa.
Hoje existem cerca de 15.000 transmissores no país. O desenvolvimento de transmissores de TV digital domésticos, liderados pelo programa de pesquisa "Multichannel", já havia sido concluído. Novos transmissores digitais domésticos foram desenvolvidos e instalados em Nizhniy Novgorod e São Petersburgo em 2001-2002.

## Legislação
A Constituição Russa foi adotada por referendo nacional em 12 de dezembro de 1993. O Artigo 29 "Sobre os Direitos e Liberdades da Pessoa e do Cidadão" estabelece o direito universal à liberdade de pensamento e opinião, liberdade de expressão de crenças e convicções e liberdade para buscar, receber, transmitir, produzir e divulgar informações. Este direito pode ser limitado apenas por lei e apenas "no interesse de proteger a Constituição, a moral, a saúde, os direitos e os interesses legais de outras pessoas, ou para a defesa do país e da segurança nacional". Segundo a Constituição, somente a lei pode limitar a liberdade de expressão e estabelecer limites para sua expressão. A peça fundamental da legislação federal específica à mídia é a Lei de Mídia de Massa, que foi aprovada em 27 de dezembro de 1991 e entrou em vigor em 13 de fevereiro de 1992.
A lei reforça a liberdade de informação e a inaceitabilidade da censura. Também contém disposições que regulam a fundação, propriedade e uso de meios de comunicação de massa e disseminação de informações. A lei regula as relações entre os meios de comunicação de massa e os cidadãos e/ou organizações, determina os direitos e obrigações dos jornalistas e estabelece a responsabilidade pelas violações das leis relacionadas à mídia de massa. A lei dos meios de comunicação de massa permite a radiodifusão privada e limita os direitos de estrangeiros a fundar meios de comunicação na Rússia.

## Televisão por satélite
O primeiro satélite de comunicação soviético, chamado Molniya, foi lançado em 1965. Em novembro de 1967, foi implantado o sistema nacional de televisão por satélite, chamado Orbita. O sistema consistia em 3 satélites Molnya altamente elípticos, com instalações de ligação à terra baseadas em Moscovo e cerca de 20 estações de ligação descendente, localizadas em cidades e vilas de regiões remotas da Sibéria e do Extremo Oriente. Cada estação tinha uma antena parabólica de recepção de 12 metros e transmissores para a retransmissão de sinais de TV para as famílias locais.
No entanto, grande parte das regiões centrais soviéticas ainda não eram cobertas por transponders de satélites Molniya. Em 1976, os engenheiros soviéticos desenvolveram um sistema relativamente simples e barato de televisão por satélite (especialmente para a região central e norte da Sibéria). Incluía satélites geoestacionários chamados Ekran, equipados com poderosos transponders UHF de 300 watts, uma estação de transmissão de uplink e várias estações de recepção simples localizadas em várias cidades e aldeias da Sibéria. A estação receptora típica, também chamada Ekran, incluía um receptor de satélite analógico de uso doméstico equipado com uma simples antena Yagi-Uda. Mais tarde, os satélites Ekran foram substituídos por satélites mais avançados da série Ekran-M.
Em 1979, os engenheiros soviéticos desenvolveram o sistema Moskva (ou Moscou) de transmissão e entrega de sinais de TV via satélites. Novos tipos de satélites de comunicação geoestacionários, chamados Gorizont, foram lançados. Eles estavam equipados com poderosos transponders a bordo, de modo que o tamanho das antenas parabólicas da estação receptora foi reduzido para 4 e 2,5 metros (em comparação com os pratos iniciais de 12 metros das estações orbitais padrão de downlink).
Em 1989, foi introduzida uma versão melhorada do sistema Moskva, chamada Moskva Global'naya (ou Moscow Global). O sistema incluía alguns satélites geostacionários de comunicação tipo Gorizont e Express. Sinais de TV dos satélites da Moscow Global podem ser recebidos em qualquer país do planeta, exceto no Canadá e no Noroeste dos EUA.
Os modernos serviços russos de radiodifusão por satélite baseiam-se em poderosos satélites geostacionários, como Gals (satélite), Ekspress, USP e Eutelsat, que fornecem uma grande quantidade de canais de televisão de acesso livre a milhões de famílias. A televisão por assinatura está crescendo em popularidade entre os telespectadores russos. A empresa de notícias NTV Rússia, de propriedade da Gazprom, transmite o pacote NTV Plus para 560.000 domicílios, atingindo mais de 1,5 milhão de espectadores.
Seis destes sete satélites são veículos novos. Quatro pertencem à família "Express-AM" (enviada em órbita em 2003-2005) e duas à família "Express-A" (lançada em órbita em 2000-2002). O SESC também usa o centro para padrão de compressão de sinal de TV / Rádio juntamente com a formação de fluxos de transporte de dados de acordo com o padrão MPEG-2 / DVB, que garante a formação de pacotes de sinal padronizados de canais federais de TV / rádio.
Em maio de 2013, das 53 milhões de residências de TV na Rússia, 24% estavam equipadas para recepção via satélite Direct-to-Home, tornando o satélite a principal plataforma de televisão digital do país. O número de casas satélites em toda a Rússia continua a crescer, aumentando em 25% entre 2011 e 2013, de 8 milhões para 12,6 milhões. 10% dessas casas recebem sinais de mais de uma posição de satélite, levando o número total de antenas para 13,8 milhões.

## Televisão a cabo
A televisão a cabo foi introduzida nos anos 2000 e cresceu significativamente no início de 2010. Os operadores de TV a cabo começaram a atualizar suas redes para o DVB-C e adicionaram novos serviços, como vídeo on demand, catch-up-TV e outros. Em 2012, a televisão por cabo representava mais de metade de todos os assinantes de TV por subscrição (58%).

## Distribuição dos canais terrestres
A distribuição dos canais terrestres é tarefa da empresa russa de comunicações satélites Unitary, que conta com 11 satélites, e da empresa unitária federal "TV russa e rede de radiodifusão" que serve 14.478 transmissores de TV na Rússia (90,9% do total) . Canais de TV e rádio são transmitidos através dos complexos de comunicações terrestres de satélite da Russian Satellite Communications Company em teleportos localizados em Medvezhy Ozera, Vladimir e Dubna, que asseguram a transmissão de canais para todos os cinco fusos horários na Rússia via satélite. os veículos espaciais da RTRN.

## Transmissão digital
Diferentes alternativas foram consideradas no processo de preparação de propostas sobre a mudança do país para a radiodifusão digital (discussões temáticas começaram no início dos anos 2000), mas o Ministério de TI e Comunicação decidiu se concentrar apenas na radiodifusão terrestre como método de implementação da TV digital. Na Rússia, o primeiro ato legal a estabelecer os padrões para a transição digital foi a Resolução do Governo nº 1.700-r de 29 de novembro de 2007, que aprovou um documento conceitual para o desenvolvimento da TV e da radiodifusão na Federação Russa em 2008-2015. . Este documento foi elaborado pela Comissão Governamental de Alto Nível sobre o Desenvolvimento da TV e da Radiodifusão, chefiada originalmente por Dmitry Medvedev, na qualidade de primeiro vice-presidente do governo.

## TV na Internet
A TV russa está disponível para muitos russos que vivem no exterior, através da internet. Existem vários provedores de serviços OTT, que são direcionados os russos e ucranianos nos Estados Unidos e no Canadá.

## Lista de canais
Esta é uma lista de canais de televisão que transmitem na Rússia. Lista completa de canais

### Propriedade do Estado
| Canal                       | Proprietário                                                            | Estabelecido | Website                    |
| --------------------------- | ----------------------------------------------------------------------- | ------------ | -------------------------- |
| Russia-1                    | VGTRK                                                                   | 1991         | russia.tv                  |
| Russia K                    | VGTRK                                                                   | 1997         | tvkultura.ru               |
| Russia 24                   | VGTRK                                                                   | 2006         | www.vesti.ru               |
| Carousel                    | Channel One Russia and VGTRK                                            | 2010         | www.karusel-tv.ru          |
| TV Tsentr                   | Moscow Media                                                            | 1997         | tvc.ru                     |
| Moskva 24                   | Moscow Media                                                            | 2011         | www.m24.ru                 |
| Moskva Doverie              | Moscow Media                                                            | 2006         | www.doverie-tv.ru          |
| 360 Podmoskovie             | Podmoskovie Mediagroup                                                  | 2014         | www.360tv.ru               |
| Telekanal Zvezda            | Ministério da Defesa                                                    | 2005         | tvzvezda.ru                |
| RT (grupo de canais)        | TV-Novosti                                                              | 2005         | rt.com                     |
| Televisão Pública da Rússia | Governo russo                                                           | 2013         | www.otr-online.ru          |
| MIR                         | 10 estados da CEI                                                       | 1992         | mir24.tv                   |
| Channel One Russia          | Governo russo (51%), Roman Abramovich (24%), National Media Group (25%) | 1995         | www.1tv.ru                 |
| NTV                         | Gazprom Media (Gazprombank)                                             | 1993         | www.ntv.ru                 |
| Match TV                    | Gazprom Media (Gazprombank)                                             | 2015         | matchtv.ru                 |
| TNT                         | Gazprom Media (Gazprombank)                                             | 1998         | tnt-online.ru              |
| TV3                         | Gazprom Media (Gazprombank)                                             | 1994         | http://tv3.ru/             |
| Friday!                     | Gazprom Media (Gazprombank)                                             | 2013         | http://friday.ru/          |
| TNT4                        | Gazprom Media (Gazprombank)                                             | 2016         | http://tnt4.tnt-online.ru/ |
| 2x2                         | Gazprom Media (Gazprombank)                                             | 1989         | http://2x2tv.ru/           |
| TNT Music                   | Gazprom Media (Gazprombank)                                             | 2016         | http://tntmusic.ru/        |
| VID                         | Channel One Russia                                                      | 1990         | http://www.vid.ru          |

### Privado
| Canal                       | Proprietário                                            | Estabelecido | Website                                                                    |
| --------------------------- | ------------------------------------------------------- | ------------ | -------------------------------------------------------------------------- |
| 3ABN Russia                 | Three Angels Broadcasting Network                       | 1992         | http://3angels.ru/                                                         |
| Petersburg - Channel 5      | National Media Group                                    | 1938         | http://5-tv.ru/                                                            |
| REN TV                      | National Media Group                                    | 1997         | http://ren.tv/                                                             |
| Izvestia                    | National Media Group                                    | 2017         | http://iz.ru/                                                              |
| 78                          | National Media Group                                    | 2017         | http://78.ru/                                                              |
| CTC TV                      | CTC Media (UTV Russia Holding 80%)                      | 1996         | http://ctc.ru/                                                             |
| Domashniy                   | CTC Media (UTV Russia Holding 80%)                      | 2005         | http://domashniy.ru/                                                       |
| CTC Love                    | CTC Media (UTV Russia Holding 80%)                      | 2014         | http://ctclove.ru/                                                         |
| Che                         | CTC Media (UTV Russia Holding 80%)                      | 2015         | http://chetv.ru/                                                           |
| Muz-TV                      | UTV Russia Holding                                      | 1996         | http://muz-tv.ru/                                                          |
| U                           | UTV Russia Holding                                      | 2012         | http://u-tv.ru/                                                            |
| Disney Channel (Rússia)     | UTV Russia Holding (80%), The Walt Disney Company (20%) | 2011         | http://disney.ru/kanal                                                     |
| SPAS                        | Igreja Ortodoxa Russa do Patriarcado de Moscou          | 2006         | www.spastv.ru                                                              |
| FOX Channel                 | 21st Century FOX                                        | 2007         | http://foxtv.ru/                                                           |
| FOX LIFE Channel            | 21st Century FOX                                        | 2008         | http://foxlifetv.ru/                                                       |
| RBC TV                      | ESN                                                     | 2003         | http://tv.rbc.ru/                                                          |
| Dozhd                       | Natalia Sindeeva                                        | 2010         | http://tvrain.ru/                                                          |
| Nickelodeon Russia          | Viacom                                                  | 1998         | http://nickelodeon.ru/                                                     |
| Discovery Channel Russia    | Discovery Communications                                | 2006         | http://www.discoverychannel.ru/                                            |
| Animal Planet Russia        | Discovery Communications                                | 2006         |                                                                            |
| Eurosport Russia            | Discovery Communications                                | 1996         | http://www.eurosport.ru/                                                   |
| TLC Russia                  | Discovery Communications                                | 2011         |                                                                            |
| MTV Russia                  | Viacom                                                  | 1998         | http://mtv.ru/                                                             |
| Nickelodeon                 | Viacom                                                  | 2002         | http:// nickelodeon.ru                                                     |
| Multimania                  | Voxell Baltic                                           | 2006         | http://www.multimania.tv                                                   |
| Kinomania                   | Voxell Baltic                                           | 2005         | http://www.kinomania.tv                                                    |
| BRIDGE TV (canal de música) | Bridge Media Group                                      | 2005         | http://bridgetv.ru/en/                                                     |
| Russian Travel Guide        | Bridge Media Group                                      | 2009         | http://www.rtgtv.com/                                                      |
| RUSONG TV                   | Bridge Media Group                                      | 2010         | http://rusongtv.ru/en/                                                     |
| DANGE TV                    | Bridge Media Group                                      | 2013         | http://dangetv.ru/en/                                                      |
| TV1000                      | Viasat World                                            | 2003         | https://web.archive.org/web/20110511015613/http://ru.viasatworld.com/      |
| TV1000 Russkoe Kino         | Viasat World                                            | 2005         | https://web.archive.org/web/20110511015613/http://ru.viasatworld.com/      |
| TV1000 Action East          | Viasat World                                            | 2008         | https://web.archive.org/web/20110511015613/http://ru.viasatworld.com/      |
| Viasat History              | Viasat World                                            | 2004         | https://web.archive.org/web/20110511015613/http://ru.viasatworld.com/      |
| Viasat Explorer             | Viasat World                                            | 2003         | https://web.archive.org/web/20110511015613/http://ru.viasatworld.com/      |
| Viasat Sport East           | Viasat World                                            | 2006         | https://web.archive.org/web/20110511015613/http://ru.viasatworld.com/      |
| Viasat Golf                 | Viasat World                                            |              | https://web.archive.org/web/20110511015613/http://ru.viasatworld.com/      |
| Viasat Nature               | Viasat World                                            | 2010         | https://web.archive.org/web/20110511015613/http://ru.viasatworld.com/      |
| ViP Comedy                  | Viasat World                                            | 2012         | https://web.archive.org/web/20110511015613/http://ru.viasatworld.com/      |
| ViP Premiere                | Viasat World                                            | 2012         | https://web.archive.org/web/20110511015613/http://ru.viasatworld.com/      |
| ViP Megahit                 | Viasat World                                            | 2012         | https://web.archive.org/web/20110511015613/http://ru.viasatworld.com/      |
| Europa plus TV              | EMG (European Media Group)                              | 2011         | http://www.europaplus.tv/                                                  |
| Ru.TV                       | RMG (Russian Media Group)                               | 2006         | http://www.ru.tv/                                                          |
| O2TV                        | investidores privados                                   | 2004         | http://o2tv.biz/en                                                         |
| RTVi                        | investidores privados                                   | 2002         | https://web.archive.org/web/20110716202812/http://www.rtvi.ru/english.html |
| Cartoon Network             | Turner Broadcasting System co.ltd                       | 2009         | http://www.cartoonnetwork.ru                                               |

### Interrompido
| Canal                  | Proprietário                                                                                       | Estabelecido | Fechado |
| ---------------------- | -------------------------------------------------------------------------------------------------- | ------------ | ------- |
| MTK                    | Governo de Moscou                                                                                  | 1991         | 1997    |
| Ostankino Channel One  | RSTRC Ostankino                                                                                    | 1991         | 1995    |
| Ostankino Channel Four | RSTRC Ostankino                                                                                    | 1991         | 1994    |
| Rossiyskiye University | RSTRC Ostankino e VGTRK                                                                            | 1992         | 1994    |
| M1                     | Mediainvest                                                                                        | 1994         | 2005    |
| Canal 24               | Kosmos-TV                                                                                          | 1994         | 1999    |
| AMTV                   | Marafon-TV e Moskva-Revyu                                                                          | 1994         | 1996    |
| TeleExpo               | Moskomimuschestvo e MosExpo                                                                        | 1995         | 2001    |
| Prometei AST           | AST, Gazprom                                                                                       | 1998         | 2002    |
| TV6                    | MIBC (Moscow Independent Broadcasting Corporation) (Desde 1999 - Boris Berezovsky e Lukoil-Garant) | 1993         | 2002    |
| TVS                    | Media-Sotsium                                                                                      | 2002         | 2003    |
| Sport                  | VGTRK                                                                                              | 2003         | 2009    |
| Russia 2               | VGTRK                                                                                              | 2010         | 2015    |
| A-One                  | investidores privados                                                                              | 2005         | 2016    |

## Canais mais vistos
Ações de visualização semanal, de 16 a 22 de abril de 2018:
| Posição | Canal                  | Grupo                                                  | Share da visualização total (%) |
| ------- | ---------------------- | ------------------------------------------------------ | ------------------------------- |
| 1       | Russia 1               | VGTRK (propriedade estatal)                            | 13.7                            |
| 2       | Channel One            | Government of Russia (51%), National Media Group (25%) | 12.2                            |
| 3       | Canais de TV temáticos |                                                        | 11.6                            |
| 4       | NTV                    | Gazprom-Media (Gazprombank, estatal)                   | 9.5                             |
| 5       | Channel 5              | National Media Group (72,4%)                           | 6.1                             |
| 6       | REN TV                 | National Media Group (82%)                             | 5.0                             |
| 7       | TNT                    | Gazprom-Media (Gazprombank, estatal)                   | 4.8                             |
| 8       | CTC                    | CTC Media (UTV Russia Holding 80%)                     | 4.7                             |
| 9       | TV3                    | Gazprom-Media (Gazprombank, estatal)                   | 3.2                             |
| 10      | TV Center              | Moscow-Media (propriedade estatal)                     | 3.0                             |
| 11      | Domashny               | CTC Media (UTV Russia Holding 80%)                     | 3.0                             |